# Костаччаро
Костачча́ро (итал. Costacciaro) — коммуна в Италии, располагается в области Умбрия, в провинции Перуджа.
Население составляет 1323 человека (2008 г.), плотность населения составляет 32 чел./км². Занимает площадь 41 км². Почтовый индекс — 6021. Телефонный код — 075.
Покровителем населённого пункта почитается святой Beato Tommaso da Costacciaro.

## Демография
Динамика населения:

## Администрация коммуны
- Официальный сайт: http://www.comunecostacciaro.it/